# Janusz Czecz
Janusz Czecz, właśc. Jan Janusz Czecz (ur. 3 marca 1928 w Zaborzu, zm. 6 sierpnia 1998 w Łodzi) – polski operator filmowy Wytwórni Filmów Oświatowych w Łodzi.

## Życiorys
Od 1949 mieszkał w Łodzi, gdzie studiował na Zaocznych Studiach Operatorskich w Państwowej Wyższej Szkole Filmowej, Telewizyjnej i Teatralnej (1956–1959). Współpracował z Wytwórnią Filmów Oświatowych w Łodzi, a w szczególności z Włodzimierzem Puchalskim i swoją żoną Barbarą Bartman-Czecz.
Był autorem zdjęć do ponad 300 filmów krótkometrażowych i seriali telewizyjnych. Autor zdjęć do seriali takich jak: Gruby (1972), Siedem stron świata (1974), Kłusownik (1980) i materiałów przyrodniczych do serialu Janka (1989) oraz zdjęć do filmów: Na tropach Bartka (1982), Antek (1971), czy filmów dokumentalnych Nietoperze (1956), Narty, gips i Zakopane (1957), Śladami Byrcynowych wspominków (1962), Wyścig ze śmiercią (1959), W turniach (1966), W Tatrzańskim Parku Narodowym (1971), Podhale (1975), Paryscy (1977).

### Życie prywatne
Był mężem reżyserki i scenarzystki Barbary Bartman-Czecz (1934–2009).
Został pochowany na cmentarzu katolickim przy ul. Szczecińskiej w Łodzi.

## Wyróżnienia
- I nagroda Kongresu Ochrony Przyrody dla filmu „Skrzydlaci rycerze” (wspólnie z Włodzimierzem Puchalskim), Edynburg (1957)
- III nagroda „Brązowy Smok Wawelski II” na Ogólnopolskim Festiwalu Filmów Krótkometrażowych dla filmu oświatowego „Flisacy” w reż. Stanisława Grabowskiego, Kraków 1963;
- Nagroda „Trofeum Narodów” dla filmu „W turniach” na XVI Międzynarodowym Festiwal Filmów Górskich i Ekspoloracyjnych, Trydent 1967;
- I nagroda „Złota Statuetka św. Ambrożego” za film „W turniach” na VIII Międzynarodowym Festiwalu Filmów Turystycznych, Mediolan 1967;
- „Złoty Światowid” w kategorii filmów dydaktycznych popularyzujących wiedzę za film „Rzecz o kormoranie czarnym” na V Ogólnopolskim Festiwalu Filmów Dydaktycznych (wspólnie z Barbarą Bartman-Czecz), Łódź 1982[3].